# Esemka

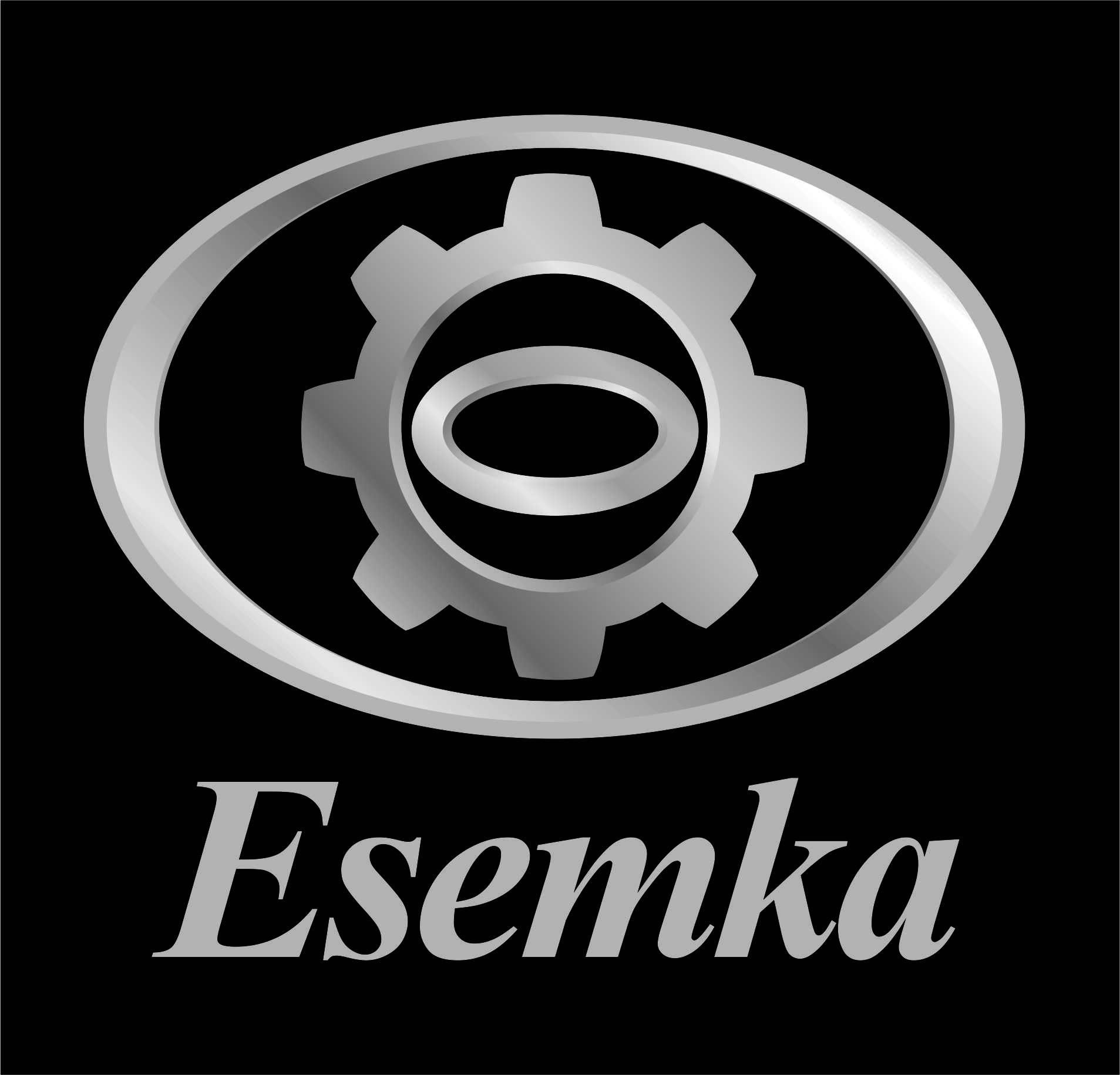
Logo

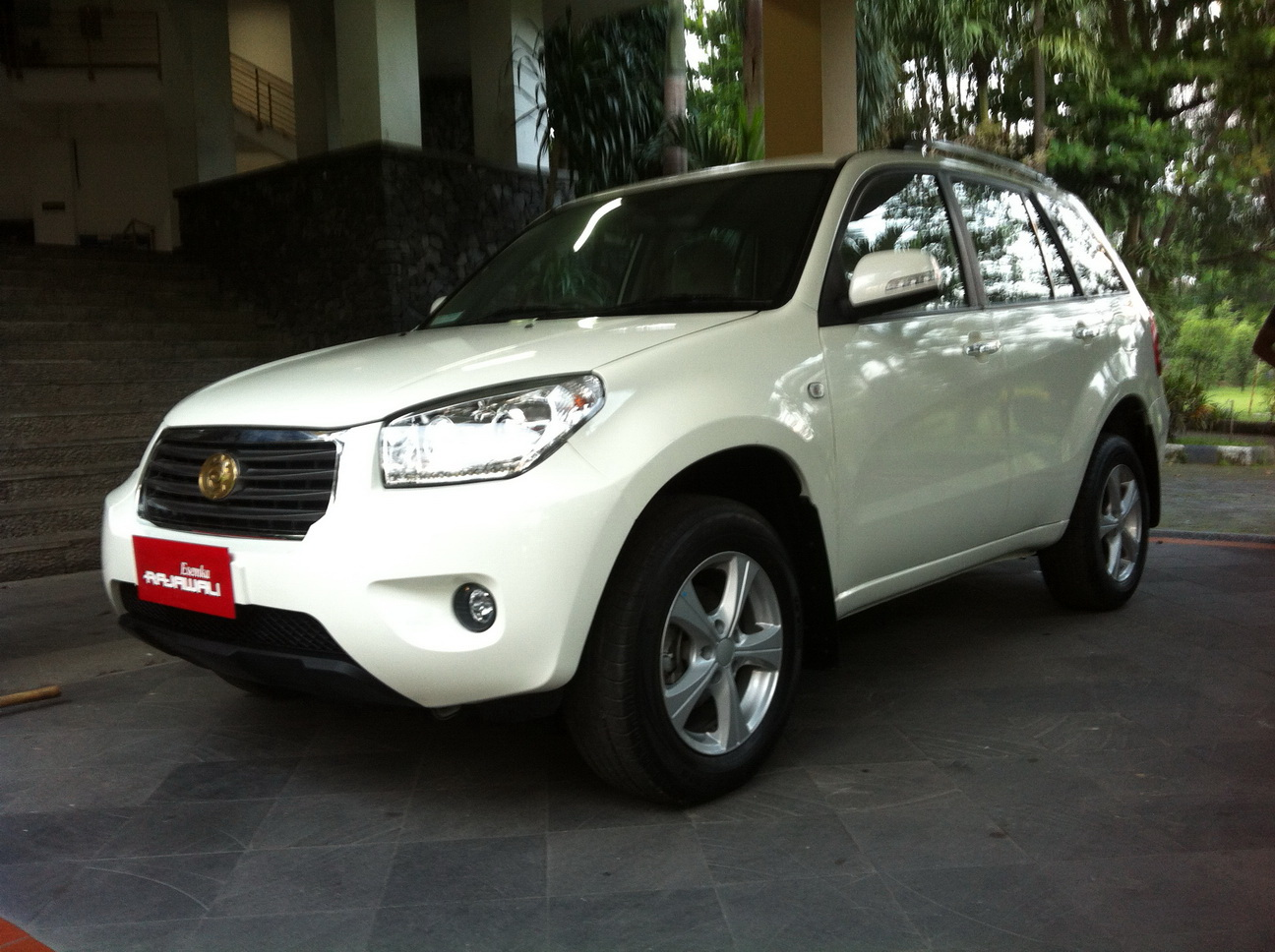
Esemka Rajawali

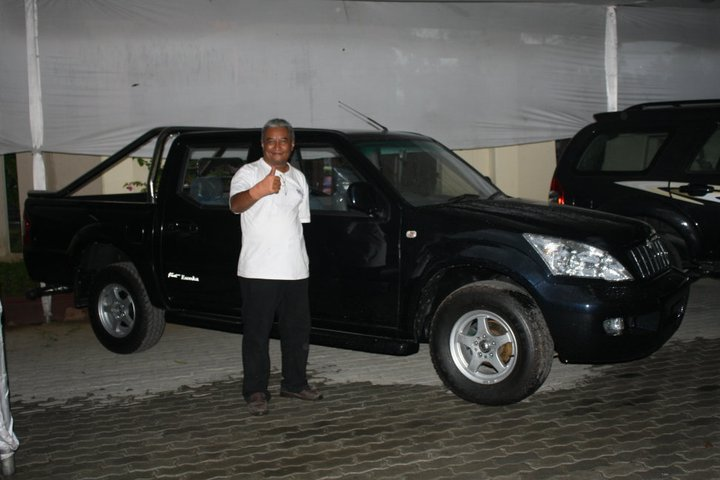
Esemka Digdaya II

Esemka ist eine indonesische Automarke.

## Markengeschichte
Das Unternehmen PT Solo Manufaktur Kreasi aus Surakarta begann in den 2000er Jahren mit der Produktion von Fahrzeugteilen. 2012 kam die Herstellung von Automobilen dazu. Der Markenname lautet Esemka.

## Fahrzeuge
Das Unternehmen stellt in Zusammenarbeit mit Chery Automobile aus China Sport Utility Vehicles her. Überliefert sind unter anderen die Modelle Rajawali und der Pick-up Digdaya II.